# Smicridea vilela
Smicridea vilela är en nattsländeart som beskrevs av Oliver S. Flint Jr. 1978. Smicridea vilela ingår i släktet Smicridea och familjen ryssjenattsländor. Inga underarter finns listade i Catalogue of Life.